# Régie régionale des transports de Provence-Alpes-Côte d'Azur
Cet article concerne la régie actuelle des Chemins de fer de Provence. Pour l'entreprise qui l'a précédé, voir Compagnie ferroviaire du Sud de la France.
La régie régionale des transports de Provence-Alpes-Côte d'Azur (RRT PACA) est un établissement public à caractère industriel et commercial (EPIC) de la région Provence-Alpes-Côte d'Azur chargé de l'exploitation de la ligne de Nice à Digne du réseau des Chemins de fer de Provence depuis 2014.

## Histoire
En 2007, l'unique ligne dite « Chemins de fer de Provence », la ligne de Nice à Digne, est reprise par la CFTA, devenue Transdev Rail, qui décide de créer une filiale nommée Compagnie ferroviaire du Sud de la France (CFSF). 
L'expiration de sa concession a lieu le 1er janvier 2014, la région PACA reprend alors l'exploitation en créant la « Régie régionale des transports de Provence-Alpes-Côte d'Azur »,,.